# Luisa Piccarreta
Luisa Piccarreta, también llamada "Hijita de la Divina Voluntad", (Corato, Provincia de Bari, Italia 23 de abril de 1865 - ibídem, 4 de marzo de 1947), fue una mística y escritora reconocida por sus escritos sobre la Divina Voluntad y por sobrevivir sólo con la Sagrada Eucaristía por sesenta y cinco años. Se estudia su posible canonización como santa en la Iglesia católica.
A principios del 2024, la iglesia católica declaró suspendido el proceso de examen para la beatificación de la mística, argumentando problemas teológicos, cristológicos y antropológicos en sus escritos.

## Biografía

### Primeros años
Luisa Piccarreta nació un 23 de abril de 1865 en la ciudad de Corato, en la Provincia de Bari, en Italia, el domingo "en albis" (la fiesta actual de la Divina Misericordia), y fue bautizada en la tarde del mismo día en la Iglesia Madre. Cuarta de las cinco hijas de Rosa Tarantino y Vito Nicola Piccarreta, por profesión, se instaló en una granja agrícola, ubicada en la localidad de Torre Disperata. Su educación escolar se detuvo en el primer año de la escuela primaria, para llevar la vida campesina de su familia. El domingo "en albis" de 1874, Luisa recibió, a la edad de nueve años, los sacramentos de la Primera Comunión y de la Confirmación. A partir de entonces, su fe se intensificó, permaneciendo continuamente absorta en oración, meditando en particular la Pasión de Cristo, adorando espiritualmente la Eucaristía y cultivando una sólida devoción a la Virgen María quien la empujó, a los once años, a unirse a la asociación de Hijas de María.

### Experiencia mística
A los trece años, mientras meditaba en la Pasión de Cristo, cuando sintió su corazón oprimido y falta de aliento, salió al balcón de su casa y desde allí tuvo una visión: el camino estaba lleno de gente empujando a Jesús, sufriendo y ensangrentado, mientras llevaba la pesada cruz sobre sus hombros curvada. Entonces Cristo la miró en el acto de pedir ayuda y Luisa tuvo compasión y se ofreció una víctima expiatoria por los pecados que aplastaron al Redentor. A partir de ese momento, un deseo insaciable de consolar a Jesús se encendió en ella, asumiendo sus sufrimientos para ahorrárselos a las almas y así reparar los delitos que recibió. Para ella, comenzaron los sufrimientos físicos debido a los estigmas invisibles y al hostigamiento duro y continuo de los demonios, sumados a los espirituales y morales. Un día, después de ser acosada por el diablo, tuvo una segunda visión del doloroso Jesús y de Nuestra Señora de los Dolores, quien la invitó a ofrecerse víctima de amor a su Hijo. Luego pronunció su "fiat voluntas tua" a Dios, haciendo que la víctima de expiación obedeciendo la voluntad de Dios. Después de esto, comenzó a manifestarse un misterioso estado de sufrimiento que la obligó a quedarse quieta en la cama y vomitar cualquier comida y bebida, alimentándose solo de Santísimo Sacramento, por unos setenta años. Los médicos que la visitaron, al no encontrar un cierto diagnóstico, sugirieron a los miembros de la familia que llamaran a un sacerdote. Solo cuando recibió la bendición con el signo de la cruz impartido por un padre Agustino, Luisa regresó de su "estado habitual", como lo definió ella misma, en el que el alma se había separado del cuerpo. Esta experiencia única y extraordinaria reaparecerá todos los días hasta su muerte y desde la cual solo podía salir de la misma manera cada vez. Se convirtió en terciaria dominica con el nombre de Magdalena, pero habría tenido una misión particular y única de Jesús: en la "pequeña prisión" de su cama, Jesús le habría dado a conocer su deseo de devolver a la humanidad al orden y propósito para el cual fue creada, es decir, en su "voluntad divina", cómo vivió Adan antes del pecado original.
A sus 17 años, experimentó una "unión mística" con Jesús similar al éxtasis religioso experimentado por santa Teresa de Ávila. Después de esta experiencia, quedó postrada en la cama por el resto de su vida, alegando que este fue su fiat de Jesús. Fue terciaria dominica .
Luisa quedó en cama los siguientes 64 años hasta su muerte, sin comer lo suficiente para sobrevivir. Recibió la eucaristía en la Misa diaria que un Sacerdote hizo en su habitación. Tal bendición especial fue dada primero por el papa León XIII y luego por el papa Pío X. Los seguidores de Piccarreta también creen que la alimentó directamente la Voluntad Divina, refiriéndose al Pan de Vida prometido por Jesús.
Desde 1884 hasta su muerte, fue obediente a los diversos confesores enviados por el arzobispo de Trani. Desde el 1 de enero de 1889, el confesor Michele De Benedictis le dio permiso para quedarse en la cama, donde siempre se sentaba hasta su muerte.

### Acerca de sus escritos
El 28 de febrero de 1899, el segundo confesor Gennaro De Gennaro le ordenó que escribiera lo que estaba sucediendo entre Jesús y ella y las gracias que recibía continuamente. Con gran esfuerzo interno, del 28 de febrero de 1899 al 28 de diciembre de 1938, escribió importantes revelaciones en un manuscrito que contenía unas 10.000 páginas, recogidas en treinta y seis volúmenes, sobre "santificación" en la voluntad divina. También escribió Las horas de la pasión de Nuestro Señor Jesucristo, a las que están vinculados innumerables beneficios espirituales, y el libro de oro dictado por la Virgen María misma: La Reina del Cielo en el Reino de la Voluntad Divina, una exhortación materna a vivir en la voluntad divina a través de la Madre y la reina de la voluntad divina, a través de treinta lecciones de la Madre Celestial.
A principios del siglo XX, Aníbal María Di Francia fue su confesor y revisor de sus escritos, regularmente examinado y aprobado por las autoridades eclesiásticas, su espiritualidad se centró en la unión con la Voluntad de Dios. El santo mesinense alentó a Luisa a escribir todo lo que sucedió entre ella y Jesús, sin descuidar ningún particular. Se dedicó a la publicación de El reloj de la pasión, que meditaba todas las mañanas recomendando su oración; en 1926 hizo que Luisa escribiera un cuaderno corto de Recuerdos de la infancia. Golpeado por una enfermedad grave que lo llevó a la muerte, St. Hannibal no pudo publicar los escritos de Luisa.
El 7 de octubre de 1928 en Corato se completó la construcción de la casa de las monjas de la Congregación del Celo Divino, donde fue transferida Luisa Piccarreta después de la muerte de Aníbal María Di Francia. Don Benedetto Calvi, el último de sus confesores, le ordenó que escribiera el último capítulo de su diario el 28 de diciembre de 1938, después de la condena de tres de sus escritos por el Dicasterio para la Doctrina de la Fe, canceló el Sábado Santo 2 de abril de 1994.
La tesis del teólogo Joseph L. Iannuzzi titulada: "El don de vivir en la voluntad divina en los escritos de Luisa Piccarreta - una investigación sobre los primeros consejos ecuménicos y la teología patrística, escolástica y contemporánea", expuesto en la Pontificia Universidad Gregoriana de Roma, autorizado por la Santa Sede, recibió el sello de aprobación eclesiástica.
Durante este tiempo, Piccarreta produjo 36 volúmenes de escritura, que según sus seguidores fueron dictados por Jesús y recopilados en El Libro del Cielo .
El arzobispo de Trani reiteró, en una carta de noviembre de 2012, su aprobación a que existan grupos formados para estudiar los escritos de Luisa. También reafirmó su moratoria sobre la publicación actual para uso público, impresa y en línea, de la mayoría de los escritos de Piccarreta. presentándolo como su deseo de presentar, a futuro, un "típico" y edición crítica de sus escritos, por la cual la Arquidiócesis de Trani posee todos los derechos de publicación. En tal carta, el Arzobispo critica "traducciones pobres o exageradas de sus escritos", pero afirma que tanto él como la Iglesia descubrieron que sus escritos en sí mismos son libres de error doctrinal.

### Muerte
El 4 de marzo de 1947, Luisa murió a los 82 años, después de una corta y fatal neumonía, la única enfermedad que tenía en la vida. En 1993 sus restos fueron trasladados a Santuario de la Virgen griega de Corato.
Se cree que Luisa sufrió los dolores de la Pasión de Cristo, en reparación de los pecados del mundo y para invocar la misericordia de Dios sobre la tierra. Se cree que recibió instrucción de la Voluntad Divina y un grado especial de gracia conocido como Vivir del Querer de Dios mismo, es una sola Voluntad con Dios y es lo que la hace tan grande.

### Causa de canonización
El 20 de noviembre de 1994, la Santa Sede dio el nihil obstat de La arquidiócesis de Trani-Barletta-Bisceglie, para la apertura oficial de la causa de la canonización.
El 29 de noviembre de 2005, el arzobispo Giovan Battista Pichierri, cerró la fase diocesana, comenzando así la romana de la causa de la beatificación.
El arzobispo de Trani abrió su causa para la beatificación en 1994. A finales de 2005, el proceso de investigación y documentación en la diócesis de Trani-Barletta-Bisceglie-Nazareth fue completo. Su causa pasó a la Congregación para las Causas de los Santos de la Santa Sede, que abrió su examen el 7 de marzo de 2006. Piccarreta fue inscrita como siervo de Dios. La Congregación para las Causas de los Santos nombró a Mons. Paolo Rizzi postulador de la causa de canonización de Piccarreta.
El dicasterio de las Causas de los Santos se ha negado en dos ocasiones, la última en noviembre de 2019, a conceder su nihil obstat a la continuación de la causa de beatificación por problemas doctrinales planteados por los teólogos y consultores adscritos al dicasterio. En enero de 2024, el mismo dicasterio declaró suspendida indefinidamente su causa de beatificación.